# William E. Barrett
William E. Barrett (1900. november 16., New York City, New York – † 1986. szeptember 14., Denver, Colorado) amerikai író.

## Élete
New Yorkban nőtt fel és néhány évig Denverben élt. Első versét 14 évesen adta el. Mérnökként végzett a Manhattan College-n. Később szabadúszóként ipari publikációk szakírójaként dolgozott. Ezekben az években kezdett novellákat írni, amelyeket bűnügyi magazinokban tettek közzé.
Első könyve – The Lady on Horseback – egy életrajz volt, amely 1938-ban jelent meg. Egy évvel később visszatért Denverbe, ahol a második világháború elején a repülőgép-technika és a repülés specialistájaként különböző feladatokat vállalt el. Leghíresebb regénye – The Left Hand of God – 1951-ben jelent meg, az ennek alapján készült filmet magyarul Az Isten bal keze címen mutattak be Edward Dmytryk rendezésében 1955-ben. 
Az 1962-ben megjelent Lilies of the Field alapján szintén sikeres film készült Ralph Nelson rendezésében, amit magyarul Nézzétek a mező liliomait! címen mutattak be 1963-ban. The Wine and the Music című novellája alapján készült a Pieces of Dreams (magyarul Álomtöredékek) című film, amit 1970-ben mutattak be Daniel Haller rendezésében.
Barrett a vallási és filozófiai témákat részesítette előnyben. 1964-ben VI. Pál pápa életrajzát írta meg. Utolsó munkája, amely egy regény volt, The Lady of the Lotus címen 1975-ben jelent meg és ebben a távol-keleti vallással foglalkozott.

## Művei
- Woman on Horseback (1938)[1]
- Flight from Youth (1939)
- The Last Man (1946)
- The Evil Heart (1946)
- The Number of My Days (1946)
- Son-of-a-Gun Stew (1946)
- Denver Murders (1946)
- Man from Rome (1949)
- The Left Hand of God (1951)
- Shadows of the Images (1953)
- Sudden Strangers (1956)
- The Empty Shrine (1958)
- Girl from Nowhere (1959)
- The Edge of Things (1960)
- The First War Planes (1960)
- Lilies of the Field (1962)

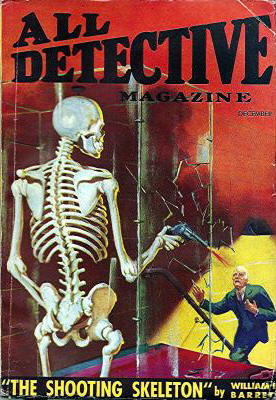
Barrett gyakran írt magazinoknak is krimiket, így az All Detective számára is

  - Németül: Lilien auf dem Felde. Fordította von Jutta Knust és Theodor Knust. Herder, Freiburg, 1963
- The Fools of Time (1963)
  - Németül: Serum 223. Fordította von Thomas Schlück. Herder, 1966.
- Shepherd of Mankind (1964)
- The Red Lacquered Gate (1967)
- The Glory Tent (1967)
- The Wine and the Music (1968)
- A Woman in the House (1971)
- The Shape of Illusion (1972) 
  - Németül: Aller Menschen Ebenbild. Das Bester, Stuttgart 1973, ISBN 3-87070-048-3 (rövidítve).
- The Lady of the Lotus (1975)

Gyűjteményszerűen
- The Edge of Things (1960)

Rövid történetek formájában
1926:
- The Music of Madness (in: Weird Tales, March 1926)

1933:
- The Mobster Man (Dean Culver-Story, in: Strange Detective Stories, December 1933)

1936:
- It Is Dark in My Grave (in: Terror Tales, March 1936)

1960:
- The Blue Sleep (1960, in: William E. Barrett: The Edge of Things)
- The Destroyer (1960, in: William E. Barrett: The Edge of Things)
- Flight From Youth (1960, in: William E. Barrett: The Edge of Things)
- Velma (1960, in: William E. Barrett: The Edge of Things)

## Fordítás
- Ez a szócikk részben vagy egészben  a   William E. Barrett című német Wikipédia-szócikk ezen változatának fordításán alapul.  Az eredeti cikk szerkesztőit annak laptörténete sorolja fel. Ez a jelzés csupán a megfogalmazás eredetét és a szerzői jogokat jelzi, nem szolgál a cikkben szereplő információk forrásmegjelöléseként.